# Карл Альбрехт Габсбург-Лотаринзький
Карл Ольбрехт Габсбург (пол. Karol Olbracht Austriacki; 18 грудня 1888 Пула, Австрійське Примор'я,Австро-Угорщина — 17 березня 1951 Естервіке поблизу Стокгольму, Швеція) — австрійський ерцгерцог та польський офіцер. Учасник Вересневої компанії Війська Польського

## Біографія
Склавши випускний іспит середньої школи, в 1907 році він почав навчання у Військово-технологічному університеті у Відні. Після закінчення навчання в 1910 він почав свою військову кар'єру підпоручиком польового гаубичного полку № 2 у Відні. З цього часу почалася його дружба з генералом Франциском Клебергом. У 1912 році його перевели до Конно-артилерійської дивізії № 2 у Відн, а наступного року йому було присвоєно звання лейтенанта.
Під час Першої світової війни він воював спочатку на Східному фронті, а потім у Тіроле. У 1916 році він командував 1-м дивізіоном польового гаубичного полку № 14. Його швидко дослужили до звання майора, і восени 1916 року він прийняв командування польовим гаубичним полком № 8. Восени 1917 року, йому було присвоєно звання полковника, і він став командиром 3 -й стрілецької бригади. Йому також було надано звання «офіцер, приписаний до Генерального штабу». Її головним підрозділом протягом усієї війни була Кінно-артилерійська дивізія № 2, в 1916 вона була перейменована в Кінно-артилерійську дивізію № 3, а в 1918 — в полк польової артилерії № 3.
1 лютого 1920 року він розпочав службу у Війську Польському. 1 травня 1920 року на нього було покладено обов'язки командира 16-ї артилерійської бригади. Він також був командиром фортеці Грудзендз. Брав участь у польсько-більшовицькій війні. 1 березня 1921 року він був офіційно прийнятий у Військо Польське з умовним твердженням у званні полковника артилерії, зарахований до армійського резерву і одночасно покликаний на дійсну службу 1 лютого 1920.
У 1924 році він був офіцером запасу 21 полку польової артилерії, мав звання полковника зі стажем станом на 1 червня 1919 і 2-е місце в списку старшинства офіцерів запасу артилерії. Десять років по тому він посів перше місце у списку старшин офіцерів загальної артилерії. Воно залишилося в архівах додаткового командування Живецького округу. Тоді він був призначений для використання під час війни і мав мобілізаційне завдання для окружного офіцерського штабу № V у Кракові.
У міжвоєнний період він керував своїм маєтком. У 1939 році він знову записався у Військо Польське, але не був прийнятий. Після вересневої кампанії він повернувся до Живця. У листопаді 1939 року його заарештували німці і майже до кінця війни утримували в Цешинській в'язниці. Допитуваний і катуванням німцями в Кракові, він був паралізований (параліч половини тіла) і втратив зір на одне око. Він рішуче відмовився підписати список німецького громадянства і його майно було передано під примусове управління Третього рейху.
Його дружина Алісія (шведка, вдова графа. Людвіка Бадені) була інтернована у Віслі, де підтримувала контакти спочатку з ЦВЗ, а потім з Армією Крайовою, за що була нагороджена Хрестом Відваги.
Кароль Ольбрахт Габсбург після війни оселився у Кракові. В 1946 сильно хворий він був вивезений дружиною до Швеції, де і помер в 1951 році. Шлюб архієпископа Карл-Альберт, згідно із законом будинку Габсбургів, не був шлюбом осіб рівного становища (морганатичний шлюб), тому народжені від нього нащадки (при використанні прізвиська «фон Альтенбург» з 1949) були виключені з права наслідування. на австрійський престол, а також пов'язані з втратою титулу ерцгерцога. Незважаючи на це, для поляків члени цієї сім'ї, як і раніше, є Габсбургами. Його донька Марія Христина жила в Живці до самої смерті, а син Кароль Стефан уклав угоду з Броваром Живцем у грудні 2005 року у суперечці про право на використання фамільного герба Габсбургів

## Приватне життя
Одружений на Алісія Габсбург у них народилось четверо дітей
- Карл Стефан фон Альтенбург (29 жовтня 1921 — 20 червня 2018) одружений з кузиною Марією-Луїзою Петерсен у пари було двоє дітей принцеса Марія-Крістіна (21 квітня 1953) — неодруже та бездітна і син Кароль-Альбрехт (1956—1957)
- Принцеса Марія-Крістіна фон Альтенбург (8 грудня 1923 — 2 жовтня 2018) неодружена і бездітна
- Кароль-Альбрехт фон Альтенбург (1926—1928)
- Рената фон Альтенбург (13 квітня 1931) — вишла заміж за іспанського дипломата Едуардо де Зулуета де Дато у пари народився син Карлос (19 жовтня 1958) розведений має двоє дітей